# UFC 241
UFC 241: Cormier vs. Miocic 2 foi um evento de MMA produzido pelo Ultimate Fighting Championship no dia 17 de agosto de 2019, no Honda Center, em Anaheim, Califórnia.

## Background
A revanche na disputa de cinturão dos pesados entre o atual campeão Daniel Cormier e o ex-campeão Stipe Miocic serviu de luta principal da noite. A primeira luta entre eles aconteceu no UFC 226 em 7 de julho de 2018, quando Cormier nocauteou Miocic no primeiro round.
A luta nos leves entre John Makdessi e Devonte Smith estava agendado para este evento. Porém, no dia 30 de julho, Makdessi saiu do card por razões desconhecidas. Para seu lugar, foi chamado o retorno do veterano Clay Collard. Por sua vez, Collard saiu do duelo na semana da luta por problemas médicos e foi substituído pelo estreante Khama Worthy.
O duelo nos moscas feminino entre Maryna Moroz e Poliana Botelho estava previsto para este evento. Entretanto, no dia 1 de agosto, Moroz saiu do card devido a uma lesão. Ainda no início de agosto, Botelho anunciou que não iria mais participar do evento, com isso o duelo foi cancelado.
Manny Bermudez e Casey Kenney estava programado para acontecer na categoria dos galos. No entanto, o UFC decidiu colocar o duelo como peso casado de 140 lbs (63,5 kg) após Bermudez não conseguir cortar o peso com segurança até a noite das pesagens. Foi acordado que Kenney receberá uma parte da bolsa de Bermudez, pelo menos não bater o peso.

## Card Oficial
Nota 1 Pelo Cinturão Peso Pesado do UFC.

## Bônus da Noite
Os lutadores receberam $50.000 de bônus:
- Luta da Noite:  Paulo Costa vs.  Yoel Romero
- Performance da Noite:  Stipe Miocic e  Khama Worthy

## Ligações Externas
1. ↑  Nota 1